# Бракель, Гаральд фон
Гаральд фон Бракель (нем. Harald Ludwig Otto von Brackel; 1796—1851) — переводчик балто-немецкого происхождения.
В 1806—1813 гг. он учился в пехотном кадетском корпусе, где находился под покровительством и влиянием известного директора генерал-лейтенанта Клингера. Болезни заставили его бросить военную службу и перейти на гражданскую, сначала в канцелярию генерал-губернатора графа Филиппа Паулуччи, а потом, с 1822 г. в рижское отделение государственного коммерческого банка.
Бракель известен как переводчик на немецкий язык Булгарина («Россия»), Марлинского (Рассказы, 1840), учебников Устрялова по русской истории, Неверова — по истории русской литературы, известного исследования о кн. Курбском Устрялова, также мемуаров Курбского и Григория Котошихина. Состоя много лет членом правления Остзейского общества истории Лифляндии, Курляндии и Эстляндии, он печатал годовые отчеты и некрологи местных историков и дал несколько мелких работ по истории Ревеля и орденского времени.
Но большинство его сочинений касается театра, беллетристики, истории искусства («Что такое новелла?») и поэзии («На смерть Гете»). Особая заслуга его литературной деятельности состояла в ознакомлении немецкого балтийского общества с произведениями изящной и научной русской литературы (критика романов Загоскина «Юрий Милославский», «Рославлев» и Полевого «Клятва при гробе Господнем»). Его записки и воспоминания представляют ценный материал для истории рижского театра. В области археологии он познакомил более широкую публику с древностями Литвы.
Воспитание в Санкт-Петербурге оставило свои следы на всю жизнь и выработало из Бракеля посредника между русским и немецким обществами этого края. По-русски Бракель писал мало.